# گولدکلیف، نیوپورت
گولدکلیف (به انگلیسی: Goldcliff) یک منطقهٔ مسکونی در بریتانیا است که در مونموت‌شر واقع شده‌است. گولدکلیف ۲۳۳ نفر جمعیت دارد.